# Dunrobin (Lokomotive)
Dunrobin war der Name von zwei Lokomotiven, die die schottischen Herzöge von Sutherland für ihren privaten Sonderzug verwendeten. Den Namen trugen nacheinander zwei Tenderlokomotiven. Die erste Dunrobin wurde von George Sutherland-Leveson-Gower, dem 3. Herzog von Sutherland, bei Kitson and Company in Auftrag gegeben und 1870 geliefert. Die zweite Dunrobin gab Cromartie Sutherland-Leveson-Gower, 4. Herzog von Sutherland, bei Sharp, Stewart and Company in Auftrag; sie ersetzte 1895 die erste Dunrobin.
Beide Lokomotiven verfügten über eine Fahrberechtigung auf der Far North Line bis Inverness, die erst mit der Verstaatlichung der Eisenbahnen unter British Railways Ende 1948 entzogen wurde. Während der Verbleib der ersten Dunrobin unbekannt ist, blieb die zweite erhalten und soll wieder betriebsfähig aufgearbeitet werden. Der Name Dunrobin leitet sich vom Dunrobin Castle, dem Sitz der Herzöge von Sutherland, ab.

## Dunrobin (1870)

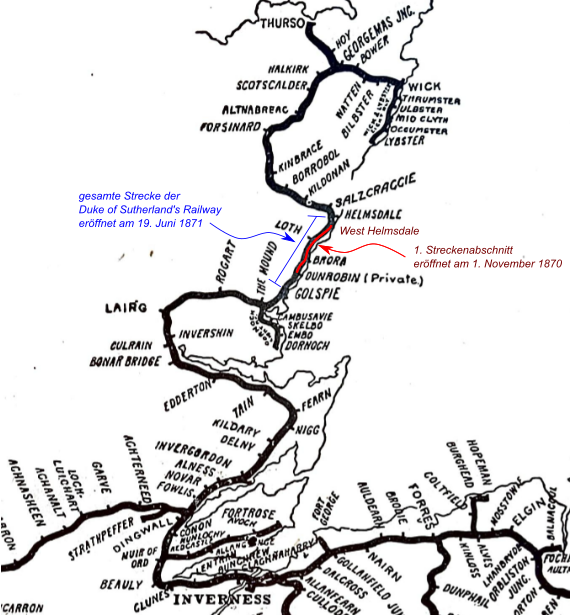
Karte der Duke of Sutherland’s Railway in den Highlands, Schottland

George Sutherland-Leveson-Gower, der 3. Herzog von Sutherland, war begeistert von der Eisenbahn und verfügte über ausreichende finanzielle Mittel, um eine Bahn zu betreiben. So nahm sich der Herzog selbst der Sache an, nachdem die Sutherland Railway, eine Verlängerung der Highland Railway von Bonar Bridge nach Brora, 1868 wegen Geldmangels lediglich Golspie erreicht hatte. Er gründete seine eigene Eisenbahngesellschaft, die Duke of Sutherland’s Railway, die im Juni 1870 die Konzession erhielt, eine 27 km (17 mi) lange Eisenbahnstrecke von Golspie über Brora nach Helmsdale auf seinen Ländereien zu bauen.
Da die Bauarbeiten an der Strecke bereits vor der Erteilung der Konzession begonnen hatten, konnte der erste Streckenabschnitt von Dunrobin, dem Sitz des Herzogs, nach Gartymore 1,3 km westlich von Helmsdale bereits im November desselben Jahres eröffnet werden. Für den Betrieb der Eisenbahn erwarb der Herzog eine Tenderlokomotive mit dem Namen Dunrobin von Kitson and Company in Leeds. Es war eine Tenderlokomotive der Bauart 1Bt n2 mit außenliegenden Zylindern und innenliegender Steuerung. Diese Lokomotive zog zweimal täglich einen Personenzug zwischen Dunrobin und West Helmsdale, dem Bahnhof in Gartymore.
Im Juni 1871 wurde die gesamte Strecke zwischen Golspie und Helmsdale fertiggestellt, und der Betrieb ging an die Highland Railway über. Der temporäre Endbahnhof Dunrobin diente als Privatbahnhof für das Schloss des Herzogs und hatte Halt auf Verlangen, West Helmsdale wurde aufgehoben. Die Dunrobin war fortan in Brora beheimatet und wurde zur Bespannung des privaten Sonderzugs des Herzogs genutzt.
Nachdem der 4. Herzog von Sutherland eine neue Lokomotive beschafft hatte, gelangte die erste Dunrobin 1895 zur Highland Railway, die sie im folgenden Jahr durch Sharp, Stewart and Company umbauen ließ, wobei die Lokomotive einen größeren Kessel und größere Zylinder erhielt sowie die Wasserkästen nach vorn verlängert wurden. Sie wurde unter dem neuen Namen Gordon Castle auf dem Fochabers Branch eingesetzt. 1900 erhielt sie den Namen Invergordon und lief fortan im Rangierdienst im Hafen von Invergordon. Während des Ersten Weltkriegs wurde die Lokomotive an die Great North of Scotland Railway ausgeliehen. Ursprünglich trug sie bei der Highland Railway die Nummer 118, wurde aber im Juli 1913 in 118A umnummeriert. 1923 wurde sie außer Dienst gestellt und an ein Bauunternehmen verkauft.

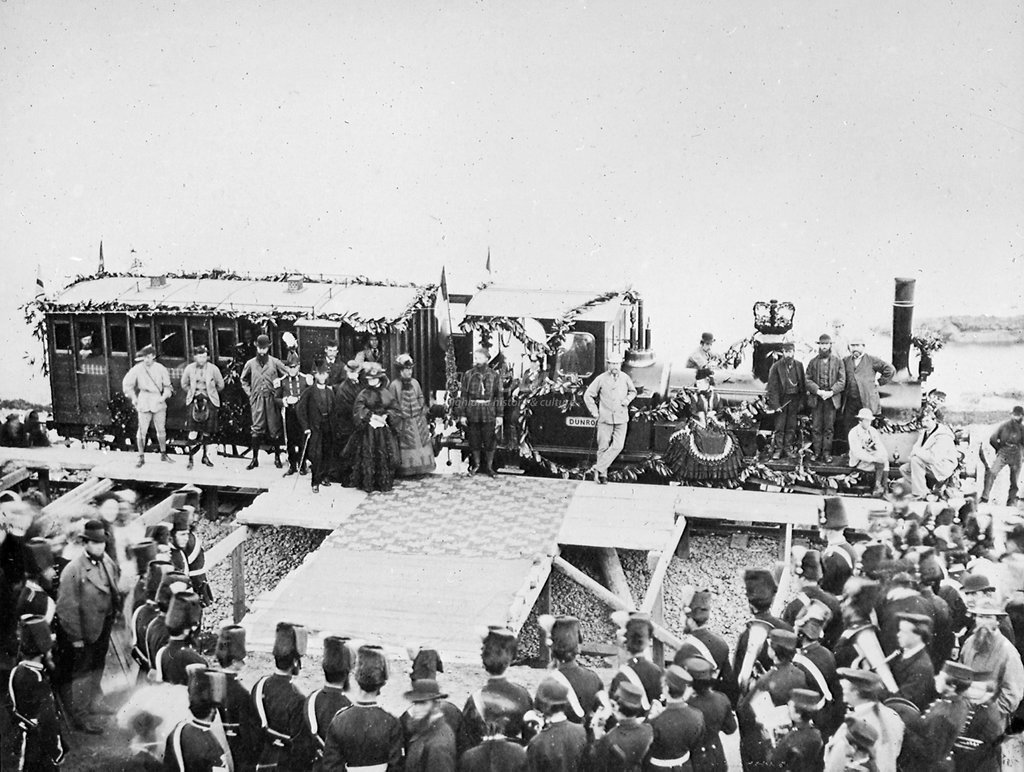
Eröffnungszeremonie im November 1870
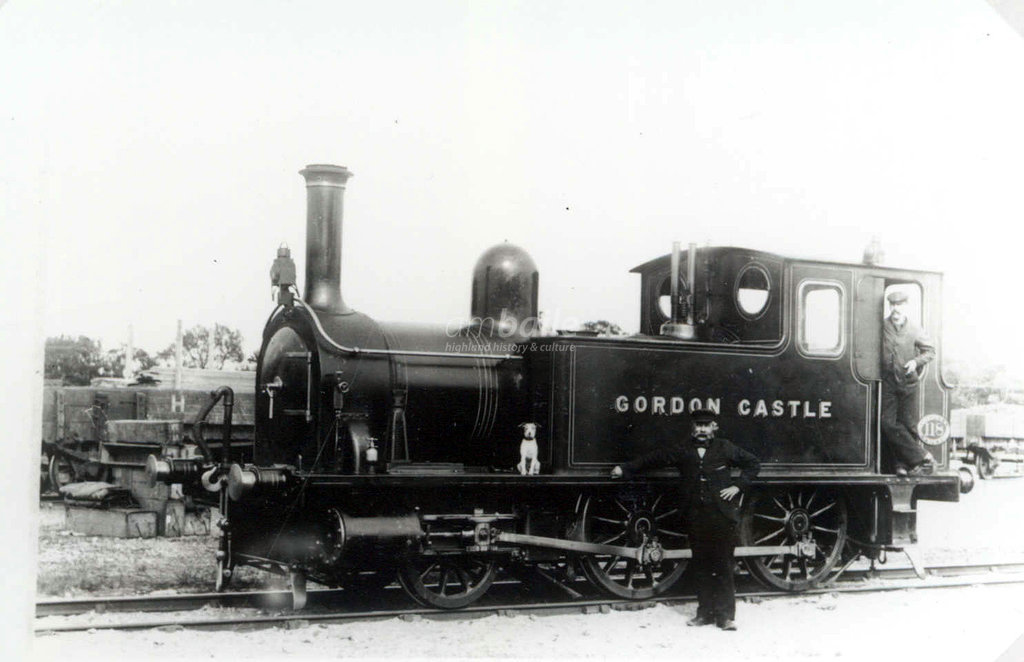
HR 118 Gordon Castle (ca. 1895)

## Dunrobin (1895)
Als der 3. Herzog von Sutherland 1892 starb, trat sein Sohn als 4. Herzog von Sutherland in seine Fußstapfen. Er entschied sich, eine neue, stärkere Lokomotive für seinen privaten Zug zu beschaffen. David Jones, der damalige Lokomotivoberingenieur der Highland Railway, entwarf eine Tenderlokomotive mit der Achsfolge B2’, die über seitliche Wassertanks und ein innenliegendes Triebwerk verfügte. Dieser Entwurf war später die Grundlage für die vier Lokomotiven der W-Klasse der Highland Railway, die zwischen 1905 und 1906 in den bahneigenen Lochgorm Works in Inverness, gebaut wurden.
Die neue Lokomotive hieß ebenfalls Dunrobin und wurde bei Sharp, Stewart and Company in Manchester gebaut. Ihr Anstrich war dunkelgrün, ergänzt durch schwarze und gelbe Zierlinien. Um dem Herzog und seinen Gästen die Mitfahrt im Führerstand zu ermöglichen, wurde auf der gesamten Breite des Kohlenbunkers eine Leder-gepolsterte Sitzbank für vier Personen angebracht. Die prominenten Fahrgäste, die den Führerstand besuchten, hinterließen jeweils ihre Namen an der Führerstandstirnwand. Anfangs war die Lokomotive, wie die erste Dunrobin, in Brora beheimatet, bis ein neuer Schuppen in Golspie erbaut wurde. Sie wurde zur Bespannung des privaten Sonderzugs verwendet, der aus zwei Salonwagen bestand – einem zweiachsigen und einem mit Drehgestellen. Die Lokomotive verkehrte bis etwa 1920 zehn bis zwanzig Mal jährlich zwischen Dunrobin und Inverness, seltener auch darüber hinaus. In der Regel wurden die Wagen des Sonderzugs in Inverness an einen Zug der Highway Railway angehängt, der den Herzog zu seinem Ziel brachte.
Als British Railways dem Herzog die Nutzung der Gleise mit seinem Sonderzug nicht mehr gestattete, wurde die Lokomotive zusammen mit dem zweiachsigen Salonwagen von Captain Howey, dem Gründer der Romney, Hythe and Dymchurch Railway, erworben. Er verwendete die Fahrzeuge als statische Ausstellungsobjekte. Die Überführung der Fahrzeuge fand im März 1950 statt, wobei sie bis Carlisle aus eigener Kraft fuhren. Dort wurden die Triebstangen der Lokomotive abmontiert, und die Fahrzeuge wurden einem Güterzug angehängt, der sie nach Südengland brachte.

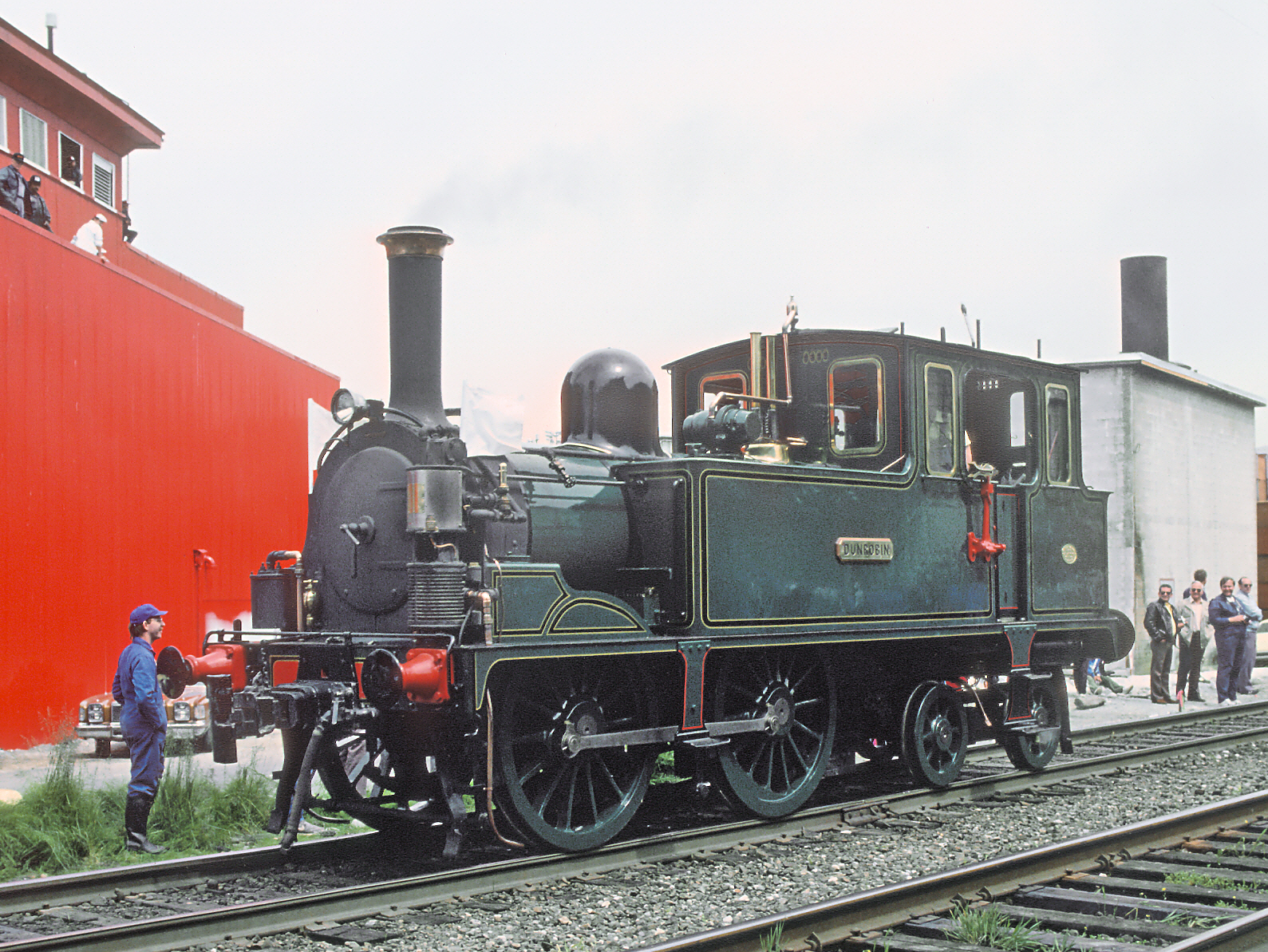
Dunrobin von 1895 auf der Weltausstellung Expo 86 in Vancouver

Im Jahr 1963 starb Howey. Die Fahrzeuge wurden an Harold Foster verkauft, der sie nach Kanada exportierte. Zwei Jahre später geriet Foster in die Insolvenz und die Fahrzeuge gingen für 15.000 kanadische Dollar in den Besitz von British Columbia über. Die Lokomotive wurde 1986 zur Bespannung eines Sonderzugs zum hundertjährigen Bestehen Kanadas eingesetzt, der durch das ganze Land verkehrte. Dafür wurde eigens ein Lokführer von British Railways aus dem Depot Colwick bei Nottingham abgestellt, der für drei Monate nach Kanada reiste, um die Lokomotive zu bedienen.
1991 wurde die Dunrobin auf einer Dampflokausstellung in Sacramento, Kalifornien gezeigt, bevor sie zusammen mit dem Wagen zurück nach British Columbia ins Museumsdorf Fort Steele gebracht wurde. Dort wurde die Lokomotive gelegentlich unter Dampf gesetzt, zuletzt im Jahr 2005. Im Januar 2011 wurde bekannt, dass das North of England Open Air Museum Lok und Wagen gekauft hatte; der Rücktransport der Fahrzeuge nach England fand im Mai 2011 statt. Die Lokomotive ging an die Museumsbahn Severn Valley Railway zur Aufarbeitung. Die Arbeiten am Kessel waren 2018 weitgehend abgeschlossen, jedoch mussten die Kuppelräder ersetzt werden, weil zu viele Speichen gebrochen waren. Nachdem die Arbeiten während der COVID-19-Pandemie unterbrochen werden mussten, wurden sie im Herbst 2022 wieder aufgenommen. Das Fahrwerk mit dem Zylinderblock ist wieder zusammengesetzt.